# Hendrik Witbooi
Pour les articles homonymes, voir Witbooi.

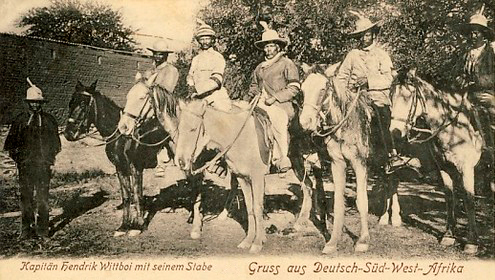
Nama - Chef Hendrik Witbooi (au centre) et ses compagnons.

Hendrik Witbooi (vers 1825 ou 1830 - 29 octobre 1905) était un chef du peuple Nama, de la branche des Khoïkhoïs, dans le Sud-Ouest africain (actuelle Namibie).

## Biographie
Son grand-père, David Witbooi, était chef d'un clan originaire de la Colonie du Cap. Il mena sa tribu dans le Sud-Ouest africain au-delà du fleuve Orange (fleuve) jusqu'au Namaland. Son père, Moses Witbooi, était chef de clan tout comme son oncle, Jonker Afrikaner, suzerain des territoires entre Orange et l'embouchure du fleuve Swakop, qui emmena la tribu des Oorlam jusqu'au site de l'actuel Windhoek.
Hendrik Witbooi est lui-même né près de la Fish River dans l'actuelle Namibie. Il est éduqué par des missionnaires luthériens, il sait lire et s'exprime parfaitement dans les trois langues d'origines européennes (allemand, afrikaans, anglais). Hendrik Witbooi eut 7 fils et 5 filles, dont Isak Witbooi.
Les Namas de Witbooi furent confrontés à plusieurs reprises à d'autres tribus namas ainsi qu'aux Hereros.
Motivé aussi bien par l’appât du gain que par une perception divine de sa destinée, il décida de guider son peuple vers le nord le 16 mai 1884, en dépit de l'opposition de son propre père.
Le 22 février 1887, Paul Visser renversa Moses Witbooi et le tua pour prendre sa place de chef tribal. 
Hendrik Witbooi vengea son père le 12 juillet 1888 en tuant son assassin. Il devint alors le nouveau chef du clan des Witbooi et commença à consolider les liens avec les autres tribus namas qui se rallièrent à son commandement.
Il ne tarda pas à entrer en conflit avec les nouvelles autorités coloniales allemandes dont il refusait la protection. Il mena pendant quatre ans de 1893 à 1896 une sorte de guérilla contre les troupes coloniales allemandes de Curt von François puis de Theodor Leutwein. Acceptant de signer un traité de paix, mais sous conditions, il accepta la suzeraineté allemande. Il participa cependant au soulèvement herero de 1904, ralliant la rébellion, à la suite du massacre des Héréros : il refuse alors de signer un compromis avec Friedrich von Lindequist.
Il est blessé à la fin du mois d'octobre 1905 en pleine action contre les forces coloniales : touché par balle, il réussit à s'enfuir à cheval, parvient à rejoindre les siens mais meurt à son arrivée, le 29.
Depuis 1993, son effigie figure sur les nouveaux billets de banque de la Namibie où il est considéré comme un véritable héros national par les Namibiens.

## Œuvres
- Votre paix sera la mort de ma nation (préfacé par J.M. Coetzee), Le Passager clandestin (éditions), 2011.